# 太空陆战队 (战锤40000)
星際戰士（Space Marines），或称阿斯塔特修會（Adeptus Astartes）、帝皇的死亡天使（Emperor's Angels of Death），在原鑄星際戰士問世以後為了區分，原先的星際戰士就以原初星際戰士（Firstborn Space marines）做區別，是英国桌面战棋游戏《战锤 40000》裡一支虚构的军事组织。
星際戰士可以跟中世纪的十字军骑士做比较，象征着夸张歌德风格的庞大盔甲、力量型武器和狂热忠诚，比如“黑色圣殿”战团（Black Templars）与圣殿骑士相似。

## 背景
人类帝皇（Emperor of Mankind）于“纷争乱世”（Age of Strife）中创建了人类帝国，使用基因改造过的士兵来统一地球，在夺取月球的太空港并使火星上的机械神教臣服后，皇帝创立了星際戰士和用来运载他们的太空飞船。皇帝使用他自己的基因制造出了20个基因原体（Primarch），并使用他们作为星際戰士的基因来源。皇帝建造了一个庞大的舰队并用它展开了长达两百年的遠征，最后在几乎所有的人类殖民地上建立了帝国的政府，重建人类文明，史称“大遠征”（Great Crusade）。不过原体们在襁褓时期被混沌邪神打散在宇宙之间，在大遠征期间所有的基因原体全部被找到并被賦予他们的军团。这些战士，加上帝国军（Imperial Army，后分成了两个单独的军种——星界軍和帝国海军），使人类变成了宇宙最有实力的种族，这使很多人认为统治宇宙是人类的命运。
不过，帝皇最器重的战帅荷魯斯（Warmaster Horus）被混沌邪神腐化，并勾结了将近一半的基因原體发动了叛乱，于公元30013年展开了一场庞大的内战，史称“荷魯斯之亂”（Horus Heresy）。战火最终蔓延到了神圣泰拉（Holy Terra）的帝皇神殿，帝皇不得不亲自和如同自己爱子一般的荷魯斯决一死战。虽然帝皇最终打败了荷魯斯，但也被荷魯斯打成重伤，后来被带到黄金王座（Golden Throne）上，在休眠的状态下一直活到现在。荷魯斯叛乱后，由于意识到了大规模叛乱迅速扩散的严重性，所有人类帝国的军事力量在極限戰士（Ultramarines）的原体罗伯特· 基里曼（Roboute Guilliman）的倡导下开始了“二次建軍”（Second Founding），重新整编成了规模更小的军事团体，以防止某一势力突然叛亂的局面。星際戰士也由原来近10万人规模的“军团”（Legion）重组为颠峰时人数有1000人左右的“战团”（Chapter）。
在游戏中，星際戰士戰團有人数限制，而混沌星際戰士军团（在荷魯斯之亂期間背叛人类帝国的星際戰士）则没有人数限制，並維持其编制为旧式的“军团”。

## 星際戰士的基因、身体构造和归纳
星際戰士是被经过增强基因、手术改造和潜意识催眠的人类，他们的身体相对于普通人类来说拥有绝对的优势。他们被称为“超人类”，是人类最强的士兵、超级精英，并只参加最重要、最艱鉅的战斗。

### 基因种子
星際戰士的基因种子（Gene-seed）是造成大部份生理构造改变的外来基因。基因种子对星際戰士来说是非常珍贵的资源，因为他们已失去制造新基因种子的科技，所以基因种子必须从死去的战士的身上获得。基因种子是一个战队的原体身上的DNA，是一个星際戰士最重要的元素，每个基因种子都携带了每个星際戰士的性格、精神、灵魂力和武力，并且是植于星際戰士体内的19个植入器之一。基因种子在星際戰士队员成年时会复制自己，复制品会被移出以在未来使用，而原来的会在星際戰士死时移出。

### 归纳
不同的战团拥有不同的征兵方式，大部份人是在战团的母星上征入的。而这些母星一般都是死亡世界（Death World）或野性世界（Feral World），这些星球上的居民的生存能力较高，这样的话就能保证兵源的品質，因为在环境恶劣的星球上生存是件很困难的事。在这一小群人选中，有更小一部份人会通过训练和手术并成为真正的星際戰士，被选中者（Potential）必须为男性，因为基因种子只从男性荷尔蒙中产生。下面三个要求也必须达到：
1. 征兵的对像必须为少年或青年，因为植入器官必须与荷尔蒙一起生长才能發揮星際戰士的器官能力。
2. 被选中者的身体不能对植入器官产生排斥，否则会死亡。
3. 被选中者的精神状态必须能承受各项心理训练。

这三个要求使得人类帝国内很少一部分人能成为星際戰士。如果被选中者通过考试，他会成为一个新兵（Neophyte）。在这时会开始植入19道移植器官手術、加上心理和身体上的训练，每一个程序都会有危险性，这才能保证真正的强者会成为星際戰士。在几年的训练和手术之后，新兵会成为一个进阶者（Initiate），通过火炎仪式（Rites of Fire），最终才会加入他的战团。

### 植入器官
19种改造手術分别属于19种超人器官，通过手术植入星際戰士体内。
很多战团已存续几千年之久。这段时间内，一些战团的基因种子变异了。这导致了人工器官原有性质的变化，这些变化很可能会使人工器官失效。另一种可能是：器官的异变可能降低其功效或导致前所未见的异常效果。不论后果如何，它都将影响整个战团――同一战团的所有星際戰士都植入源自相同基因种子的器官。不仅是器官变异，许多战团因意外事故、遗传失误或其他原因，失去了一种或多种基因种子。只有极少数战团保留着全部的19项器官植入手术。所有战团都拥有甲壳植入手术（阶段19）。不论其他植入、训练和精神培训情况如何，只有这项植入手术能作为星际战士的身份象征。
19个人造器官会被移植到新兵的身体裡以增强的他的战斗力。每个仪器移植失败的可能性都很大，所以很小一部份新兵会成为进阶者。
1. 第二心脏（Secondary Heart）──又称“维系器”（Maintainer），这是第一个也是最易于植入的植入器，第二心脏增加血液在身体里的容量和心脏的供血能力，并且普通的心脏死亡时能代替它繼續運作。
2. 骨调器（Ossmodula）或称骨强化器官──又称“铁心”（Ironheart），这个器官被植于星際戰士的脑垂体下，会通过改变内分泌增强骨骼。与此同时接受改造的新兵被提供的饮食中会富含陶瓷纤维微分子的矿物质。在手术的两年后骨骼会完全硬化，并且胸骨会变成一整塊骨板。
3. 主宰器（Biscopea）或称肌肉强化器官──又称“力量熔炉”（Forge of Strength），植于胸内的气管里，这个仪器会加强肌肉的增长。
4. 血雄蕊（Haemastamen）或称血液再造器官──又称“造血器”（Blood Maker）植于血管内，它会改变血液的构造以使血输送氧气和营养更有效。
5. 拉拉曼器官（Larraman's Organ）或称拉瑞曼器官──又称“愈合器”（Healer），这个内脏会制造拉拉曼细胞，会使血液凝固的速度加快。当一个星際戰士受伤时，拉拉曼细胞会被釋放，并与白细胞连接。在受伤处会立刻结疤，阻止流血与伤口感染。
6. 僵直结（Catalepsean Node）或称神经结──植入于大脑的后部，这个仪器在星際戰士不能睡眠的情况下会开启。在平时星際戰士可以像普通人一样睡觉，但是得不到睡眠时，这个仪器使部份人体功能得到休息。虽然不能代替正常睡眠，但是这可以使得星際戰士在活动的时候可以休息。
7. 前胃（Preomnor）或称预置胃──又称“中和器”（Neutralizer），食道里的一个小空间，它会中和被消化食物中的毒素，使星際戰士消化常人不能吃的食物。
8. 生食器（Omophagea）或称基因侦测神经──又称“记忆器”（Remembrancer），被植入于脊柱中，它被用来记录一个DNA里所有的感情与思想，这可以使得星際戰士从吃掉的动物中得到关于地型与生态的信息。
9. 多肺（Multi-lung）──又称“吸收器”（Imbiber），一个“第三个肺”，能从氧气稀薄的环境中吸收氧，呼吸经过气管中的一个括约肌完成。一束类似的肌肉在有毒的环境中也可以吸收氧气而过滤掉有害物质。
10. 眼叶（Occulobe）或称视觉控制器官──又称“复仇之眼”（Eyes of Vengeance），视觉控制器官，这个形似弹头的细小器官位于大脑底部。它提供激素和遗传刺激，能使星际战士的眼响应光学治疗。仅靠视觉控制器官不能增强星际战士的视力，但是它使得技师能够对眼的生长模式和视网膜感光细胞进行调节。一个成年星际战士拥有远胜凡人的视力，而且能在微光环境下正常视物，如同白昼。
11. 莱曼之耳（Lyman's Ear）──又称“哨卫器”（Sentinel），这个组织让星际战士能有意识的增强或过滤特定的背景噪音。不仅是听觉增强了，星际战士也不会因极度方向感缺失而感到晕眩或恶心。莱曼之耳的外形与普通人类耳朵无任何差别。
12. 萨斯安膜（Sus-an Membrane）或称脑膜──又称“沉眠器”（Hibernator），这个扁平的圆形器官植入大脑皮层顶部。它完全融合之前在脑部生长。如果没有对应的化学治疗和训练，该器官是无用的。然而，一个接受正确指导的星际战士能够进入一种假死状态。这可能是一个有意识动作，也可能在遭受极度身体创伤时自动启动。在这种状况下，星际战士能继续生存多年，即使已受到几乎致命的伤害。只有药师的化学治疗和暗示能将星际战士从此状态唤醒——星际战士无法自己唤醒自己。
13. 黑色器（Melanochrome）或称色素控制器官（Melanochromic Organ）──此器官呈黑色半球状。它以间接而极端复杂的方式工作。它侦测轰击皮肤的辐射水平和种类，并在必要时开始进行化学反应，将皮肤颜色变暗，以避免被紫外线灼伤。它也对其他形式的辐射提供有限的保护。
14. 卵石肾（Oolitic Kidney）──又称“净化器”（Purifier），这个棕红色的心形器官改善和调节星际战士的循环系统，使其他的植入器官有效发挥功能。卵石肾还能极其快速有效的过滤血液。第二心脏和卵石肾能够协同工作，在星际战士昏迷时，血液高速循环并紧急解毒系统。这能让星际战士在多肺无法处理的毒气中存活下来。
15. 神经舌（Neuroglottis）或称味觉监测神经──又称“吞噬器”（Devourer），预置胃能消化致命物质，保护星际战士，而味觉监测神经能让他尝出潜在的食物。这个器官被植入口腔后部。通过咀嚼或浅尝，星际战士能发现出多种天然毒素，一些化学物质，甚至某些生物的独特气味。星际战士可以仅凭味觉追踪目标。
16. 类粘液腺（Mucranoid）或称汗腺改进器官──又称“编织器”（Weaver），这个小型器官被植入肠组织下部，分泌的激素被结肠吸收。再受到外界化学物刺激的情况下，这种分泌物造成汗腺的变化，使其开始分泌一种粘稠度很高的汗液，可以如虫茧一般将皮肤包裹起来，具有清洁功能的同时也能在极端温度下保护星际战士，并提供一些对真空环境的防护。被药剂师的化学处理激活前，这种变化不会造成星际战士的任何改变。对其进行战斗前的化学处理是远航和真空或近乎真空环境下作战的标准流程。
17. 贝彻尔腺（Betcher's Gland）──又称“毒咬”（Poison Bite），两个相同腺体分别植入位于下唇处的唾液腺旁边，或硬腭内。腺体的工作方式和其他毒虫的相似：合成并储存致命毒液。星际战士因为有腺体，对此毒素免疫。这种毒素还具有腐蚀性。一个置身铁牢的星际战士只用几分鐘就能咬开铁条逃出。
18. 原盂腺（Progenoids）或称基因存收腺──又称“基因种子”（Gene-seed），此腺体共两个，一个置于颈部，一个在胸腔深处。这个腺体对星际战士战团的存续十分重要。两个器官在星际战士体内成长，吸收其他器官产生的激素和基因物质。五年后，颈部腺体成熟，可以摘除。十年后，胸腔内腺体成熟，也可摘除。腺体只要发育成熟，便可随时摘除。这些腺体是战团基因种子的唯一来源。成熟时，两个腺体都含有分别对应受体星际战士的每个植入器官的基因种子。一旦手术摘除后，基因存收腺必须小心保管，他的每个基因种子都对变异程度进行检查，健全的基因种子被储存。基因种子在合适环境下被小心保存。
19. 黑色甲壳（Black Carapace）──又称“界面器”（Interface），这是最后和最特别的植入。它在培养槽里生长时看起来像黑色的塑胶片。它在移出培养液后被切成大片，直接植入星际战士躯干部分的皮下。几个小时内此组织扩张，外部变硬，并向星际战士身体深处伸出神经束。几个月后，甲壳完全成熟，受体便能和切入硬化甲壳的神经传感器和注入点结合。这些人造“插入点”连接着动力装甲的各个部分，比如监视，医疗和生命维持单元。没有黑色甲壳的辅助，星际战士的动力装甲几乎完全无用。

## 星際戰士軍團（Space Marines Legion）
大遠征時期，帝國一共有二十個軍團，分別由各軍團的基因原體領導。其中有兩個軍團因不明原因在此時段消失，原體和其軍團的資料也被帝國刪除，而在荷魯斯之亂中亦有一半的軍團叛變，使忠於帝國的軍團現在僅剩九個。

### 忠於帝國的星際戰士軍團（Space Marines）
- 暗黑天使（Dark Angels）：軍團編號Ⅰ，基因原體為萊恩.艾爾強森，軍團母星是卡利班。致力於清洗來自於自己內部的叛亂同胞「墜天使」的贖罪者軍團。主顏色為深綠色，軍團標誌是一把生有雙翼的劍。設計風格接近歐洲中古時代的騎士團，但早期設定曾帶有美洲原住民的印象。暗黑天使是所有星際戰士被稱為「死亡天使」的由來，他們早期就與帝皇本人並肩作戰，並且取得了宏大的勝利，以至於暗黑天使在敵方眼中看起來就如同死亡般的存在，而這個稱呼也就一直延續至今。軍團在各個武器使用方面樣樣精通，由於最初軍團的文化組成各不相同，暗黑天使在使用槍或劍、步行或騎乘噴射鐵騎都各有能手，而且從成立早期就囤積了大量的古代技術，其中包括科技暗黑紀元的武器。軍團的星際戰士亦依使用的武器類型分為六翼，分別有暴風翼、死翼、鴉翼、恐翼、鐵翼和火翼。暴風翼是在火線上的步兵，將常見的槍支變成了致命的工具，而鐵翼則擅長於大規模的坦克戰。
- 白色傷疤（White Scars）：军团编号Ⅴ，擅长以大规模的摩托化部队突袭敌军的战团。主颜色为白色，軍团标志为白色横杠中间一道黄色的闪电。设计风格与成吉思汗时期的蒙古类似。
- 太空野狼（Space Wolves）：军团编号Ⅵ，以桀骜不驯的战士以及与其他战团格格不入的狼一般的野性闻名的非典型战团。主颜色为灰蓝色，并且会拿狼皮、狼牙等东西去装饰自己的盔甲，軍团标志为黑灰色狼头。设计风格参照了维京海盗和西方的狼人传说。
- 帝国之拳（Imperial Fists）：军团编号Ⅶ，擅长攻坚战及阵地战的战团。主颜色为黄色，軍团标志为黑色铁拳，设计风格似乎是参照了德国的容克贵族。
- 聖血天使（Blood Angels）：军团编号Ⅸ，因基因种子的突变而极易变得狂暴嗜血的近战型战团。主颜色为红色，軍团标志为一滴带翅膀的血。设计风格参照了许多吸血鬼传说。
- 钢铁之手（Iron Hands）：军团编号Ⅹ，坚信肉体最终无法胜过机械，且人人都要进行或多或少的生化义体改造的战团。主颜色为黑灰色，軍团标志为一只银色的机械手。战团中的战士所有人的左手都被生化义肢取代。
- 極限戰士（Ultramarines）：军团编号ⅩⅢ，基因最健康兵源最穩定的戰團，人數最多，各種能力都非常平均，是最典型的星際戰士戰團。主要顏色為藍色，軍團標誌是一個白色的近似Ω倒写的U字。由於人數眾多加上在荷魯斯叛乱中受到的傷害較低，在二次建軍後擁有大量子戰團，並因對阿斯塔特聖典的墨守而較無突出的風格，但在一些細節上能看出對羅馬帝國軍團形象的借鑑。
- 火蜥蜴（Salamanders）：军团编号ⅩⅧ，在极度严酷生存环境下造就的硬汉战士，极其崇拜火、锤子等一切与锻造有关的事物。擅长使用火焰或热熔系武器进行中近距离射击。主颜色为绿色，軍团标志为黑底上一白色龙头。
- 暗鸦守卫（Raven Guard）：军团编号ⅩⅨ，擅长用高度机动的空中打击发动突袭的战团，因基因种子的突变人人都会变得面色苍白、头发乌黑。主颜色为黑色，軍团标志为黑底上一只白色乌鸦。

### 投入混沌的星際戰士軍團（Chaos Space Marines Legion）
荷魯斯之亂中有九個軍團被邪神腐化而叛變，叛變失敗後退入異次元空間的「恐懼之眼」（Eye of Terror），成為時常發動「黑色遠征」侵擾帝國疆域的混沌星際戰士軍團。

### 特殊戰團
有部分的戰團並非是透過軍團拆分而產生，而是在極端特殊的情況下成立，通常會作為帝國的特殊打擊力量。

### “二次建軍”以及之後的戰團
為了避免龐大的軍隊落入一人手裡而再次導致叛亂，九個忠诚军团被拆分為眾多的戰團，史稱“二次建軍(Second Founding)”，至此帝國再也沒有軍團只有戰團。此後在數千年的歷史中亦有多次建軍而產生了數量龐大的戰團，每一支战团都有他們不同的故事和特征。

### 變節星際戰士（Renegade SM）
變節星際戰士是指那些背離帝國但尚未投入混沌的星際戰士，這讓他們不同於混沌星際戰士。雖然背叛在阿斯塔特修會間極度罕見，但是當戰團過度擴張，戰團牧師就無法監測到每一個戰鬥弟兄。孤立的星際戰士如果長久處於責任當中，就有可能背離戰團的教導，然後感覺一身的技能被浪費或者自己的貢獻被忽略了。隨著逐漸成長的懷疑念頭開始顯露，又欠缺牧師的安撫或戰鬥弟兄的陪伴，一名星際戰士可能會決定自己為人類犧牲的夠多了，轉而投入比較自私的目標。從戰團的信條和傳統中獲得自由後，變節星際戰士將全然放縱自己超人的力量和戰士的心靈，並有能力做出重大的暴行。
大多數變節星際戰士會成為海盜或匪徒，有些人則會掌控數個世界或整個星系，其他人則變成雇傭兵。還有一些，例如飲魂者戰團，仍持續對抗混沌的大軍並且依舊忠於帝皇，但除此之外他們已不再聽令於地球的政務院（Adeptus Terra）。然而只要變節戰團和混沌諸神扯上一點關係，那幾乎可以肯定未來某個時間點他們必將再求助於祂們（混沌諸神）以換取更多力量，到了這時候，他們已經註定要成為恐怖的混沌星際戰士。

### 资料遗失的军团
在《战锤40000》的背景设定中，第Ⅱ号与第Ⅺ号军团的资料为“从帝国记录中删除”，关于这两个军团的信息只是在几部小说中零星提起。Games Workshop解释这样做是为了给玩家能够自创军团的想象发挥空间。

## 原鑄星際戰士（Primaris Space Marines）
基因原體羅伯特‧基里曼復活後，他命令“機械大賢者”貝利撒留 ‧考爾拿出他花了一萬年研究完善原鑄星際戰士（Primaris Space Marines）分發給各星際戰士軍團使用，以解決星際戰士長久以來一直補充兵員困難難題，原鑄星際戰士手術成功率高，在身高，能力等多個方面比優於老一代星際戰士。
對於原鑄星際戰士而言，在原來的在這十九道植入手術以外，還增加另外三個器官在新血的改造手術的第三、第四階段，也就是主宰器（Biscopea）和血雄蕊（Haemastamen）的植入之間先行植入，原初星際戰士同樣可以能通過手術成為原鑄星際戰士，但是由於植入器官都是在改造手術的早期植入等原因，手術致死率高達61.6%，
1、 鋼化皮層（Sinew Coils）──星際戰士的肌腱中植入了硬質合金鋼筋，這能夠以驚人的力量收縮，增強肌肉強度，同時也讓讓其身體裡多一層防護力。原鑄星際戰士可以將人的頭骨徒手捏碎，將坦克裝甲打成碎片，甚至在需要的時候，還可以咬穿金屬電纜。
2、 增幅垂體（Magnificat）──該器官是帝皇設計，原本用於基因原體的人造器官，可以同時強化左右腦功能，但是現在只有右腦部分的設計圖，而左腦設計圖則下落不明，增幅垂體造型為一個拇指指甲大小的小裂片，插入大腦皮層。植入後可以強化功能，並增幅其它植入器官功能，同時幫助原鑄星際戰士體格快速長大的器官，這個垂體能增幅所有改造器官的功效，讓原鑄星際戰士在各方面能力上都優於老一代星際戰士。
3、 貝利薩融爐（Belisarian Furnace）──位於兩個心臟之間的器官，平時處於休眠，會在原鑄星際戰士身負重傷的情況下會自動運作這一器官並發揮出遠勝平常的能力，但這種能力有很大的副作用，可能會在效力結束後加重本來的傷勢，且下次運作時需要長時間休眠。通過捅穿一個心臟可以強制運作，並且可以對抗靈能休眠或者洗腦。